# Hedera sinensis
Hedera sinensis är en araliaväxtart som först beskrevs av Friedrich Tobler, och fick sitt nu gällande namn av Hand.-mazz. Hedera sinensis ingår i släktet Hedera och familjen Araliaceae.

## Underarter
Arten delas in i följande underarter:
- H. s. leucotricha
- H. s. sinensis